# W morzu ognia
W morzu ognia (ang. Fire Down Below) – amerykański film akcji z 1997 roku.

## Fabuła
Jack Taggart, agent zajmujący się ochroną środowiska, prowadzi własne dochodzenie w tej sprawie śmierci swojego przyjaciela, który został zamordowany. Podczas śledztwa dociera do odległych, położonych w Appalachach osad. Wkrótce odkrywa, że w górach tych są stare kopalnie, w których prywatna firma magazynuje toksyczne odpady. To bardzo dochodowy interes, ale i ogromne zagrożenie dla środowiska. Jack postanawia położyć temu kres...

## Obsada
- Steven Seagal – Jack Taggart
- Marg Helgenberger – Sarah Kellogg
- Stephen Lang – Earl Kellogg
- Brad Hunt – Orin Hanner Jr.
- Kris Kristofferson – Orin Hanner Sr.
- Harry Dean Stanton – Cotton Harry
- Levon Helm – Rev. Bob Goodall
- Mark Collie – Hatch
- Alex Harvey – Sims
- Ed Bruce – szeryf Lloyd
- Amelia Neighbors – Edie Carr
- Richard Masur – Phil Pratt